# هیروکازو اوسامی
هیروکازو اوسامی (انگلیسی: Hirokazu Usami؛ زادهٔ ۱۸ ژوئن ۱۹۸۷) بازیکن فوتبال اهل ژاپن است.
از باشگاه‌هایی که در آن بازی کرده‌است می‌توان به باشگاه ورزشی توچیگی اشاره کرد.